# Mehrthemenumfrage
Eine Mehrthemenumfrage, auch Omnibusumfrage (lateinisch omnibus – für alle, mit allen) genannt, ist eine Form der Primärerhebung in der Markt- und Sozialforschung, bei der Fragen verschiedener Auftraggeber in einem Fragebogen zusammengefasst werden.
Die Fragen können dadurch aus sehr unterschiedlichen Themengebieten stammen, die Zielgruppen der auftraggebenden Unternehmen müssen aber übereinstimmen. Daher findet man Omnibusumfragen häufig bei Befragungen eines repräsentativen Querschnitts der Bevölkerung, wodurch sich statistische Verfahren bei den gewonnenen Daten zuverlässig und stabil anwenden lassen.
Die auftraggebenden Unternehmen können zwischen den drei Omnibusmethoden CAPI, CATI sowie der Online-Befragung wählen.
Diese Art der Erhebung lohnt sich für die Auftraggeber finanziell, weil die hohen organisatorischen Fixkosten der Befragung geteilt werden. Weiterhin sind Omnibusumfragen durch die festen Terminpläne (manche Anbieter bieten wöchentliche Umfragen an) besonders bei kurzfristig auftretenden Problemen, die einen schnellen Überblick über die Meinungslage erfordern, ideal.
Diese Form der Umfrage kann jedoch auch problematisch sein, wenn sich Teile der Stichprobe weniger für bestimmte Themenbereiche der Befragung interessieren und ungenaue oder wenig überdachte Antworten abgeben. Außerdem ist bei mehreren Themen im Fragebogen eine Überstrahlung von Fragekomplexen möglich.